# Black Gang (organisation)
Le Black Gang (turc : Kara Çete) est une organisation paramilitaire chypriote turque pro-taksim formée en 1957 avec le soutien et le financement de Fazıl Küçük et d'autres Chypriotes turcs prédominants en tant qu'organisation pour contrer l'Organisation des combattants chypriotes grecs (EOKA),.

## Histoire
L'organisation est initialement formée par quelques jeunes pour patrouiller une enclave chypriote turque, le quartier de Tahtakale à Nicosie, contre les activités de l'EOKA,. Elle tente ensuite de s'étendre à l'échelle nationale, mais ne parvient pas à obtenir le soutien du public,. En avril 1957, 4 membres de l'organisation incendient un garage prétendument détenu par des espions de l'EOKA dans le quartier de Tahtakale pour se faire connaître du public. Un membre de l'organisation est arrêté par la police britannique en relation avec l'incident et est libéré après 105 jours. En 1958, l'organisation se dissout et rejoint l'Organisation de résistance turque.